# 生日角
生日角（英語：Birthday Point）是南極洲的海岬，位於維多利亞地的彭內爾海岸，處於普雷舍灣和貝爾格灣之間，由英國探險隊繪入地圖和命名，現時由南極條約體系管理。